# グネーシン音楽大学の人物一覧
グネーシン音楽大学の人物一覧は、グネーシン音楽大学に関係する人物の一覧記事。

## 著名な教職員

### 器楽奏者
- アナトリー・ヴェデルニコフ
- マリヤ・グリンベルク
- ボリス・ゴールドシュタイン
- ナウム・シュタルクマン
- ティモフェイ・ドクシツェル
- ミハイル・フィフテンホルツ
- マクシム・フェドートフ

### 声楽家
- コンスタンティン・リソフスキー
- マルク・レイゼン

### 作曲家
- ミハイル・グネーシン
- エレーナ・グネーシナ
- アレクサンドル・グレチャニノフ
- ヴィッサリオン・シェバリーン
- ゲンナジー・チェルノフ
- ボリス・チャイコフスキー
- アラム・ハチャトゥリアン

## 卒業生

### 器楽演奏家
- エフゲニー・キーシン
- リーリャ・ジルベルシュテイン
- ティモフェイ・ドクシツェル
- ダニール・トリフォノフ
- ヴィクトル・ピカイゼン
- ザハール・ブロン
- イリーナ・メジューエワ
- コンスタンチン・リフシッツ
- アレクサンドル・ルディン

### 声楽家
- ウラディーミル・マトーリン
- コンスタンティン・リソフスキー

### 作曲家
- ガザロス・サリアン
- ミカエル・タリヴェルディエフ
- カレン・ハチャトゥリアン
- ティホン・フレンニコフ

### ポピュラー音楽・芸能・文化・スポーツ・その他
- アルトゥル・ベルクト

### その他
- イズラエル・グスマン